# إدوارد نولان
دوارد نولان (بالإنجليزية:Edward Nolan) (مواليد 14 أغسطس 1888 - وفيات 17 يوليو 1943). ممثل أمريكي في عهد السينما الصامته .

## روابط خارجية
- إدوارد نولان على موقع IMDb (الإنجليزية)
- إدوارد نولان على موقع قاعدة بيانات الفيلم (الإنجليزية)
- إدوارد نولان على موقع كينوبويسك (الروسية)